# Kościół Niepokalanego Poczęcia Najświętszej Maryi Panny w Dziśnie
Kościół Niepokalanego Poczęcia Najświętszej Maryi Panny w Dziśnie – kościół parafialny w Dziśnie.

## Historia
Świątynię na miejscu drewnianego kościoła wybudowali w 1773 r. franciszkanie konwentualni w stylu barokowym. Murowany budynek ma 35 m długości, 16 m szerokości oraz ściany o grubości 1,5 m. W 1818 r. wybudowano również murowany klasztor. Po upadku powstania listopadowego, w 1831 r. (wg innych źródeł w 1833 r.) kościół został zamknięty, a zakonnicy zmuszeni do opuszczenia miasta. Z powodu trudności w przebudowie świątyni na prawosławną, w 1839 r. przekazano ją katolickiej diecezji mińskiej. W 1851 r. została konsekrowana przez biskupa wileńskiego Wacława Żylińskiego. Kościół znacznie ucierpiał podczas pożaru w 1882 r., jednak w następnym roku został odbudowany dzięki ks. Piotrowi Walickiemu i przez niego poświęcony. Kościół nie ucierpiał podczas I wojny światowej. W 1938 r. kościół ponownie przejęli franciszkanie, ale rok później, po agresji Armii Czerwonej na Polskę, ich praca duszpasterska została przerwana, a ks. Walerian Michno aresztowany przez NKWD i wywieziony. Z początkiem lipca 1941 r., kiedy wojska niemieckie doszły nad Dźwinę i przechodził tędy front, spłonęła plebania, dzwonnica, dach kościoła oraz wyposażenie jego wnętrza. Niemcy zabrali dzwony, a ruiny dzwonnicy i klasztoru mieszkańcy rozebrali z przeznaczeniem na materiał budowlany. Kościół ucierpiał również podczas pożaru miasta w czerwcu 1944 r. w wyniku ostrzału przez Armię Czerwoną. 

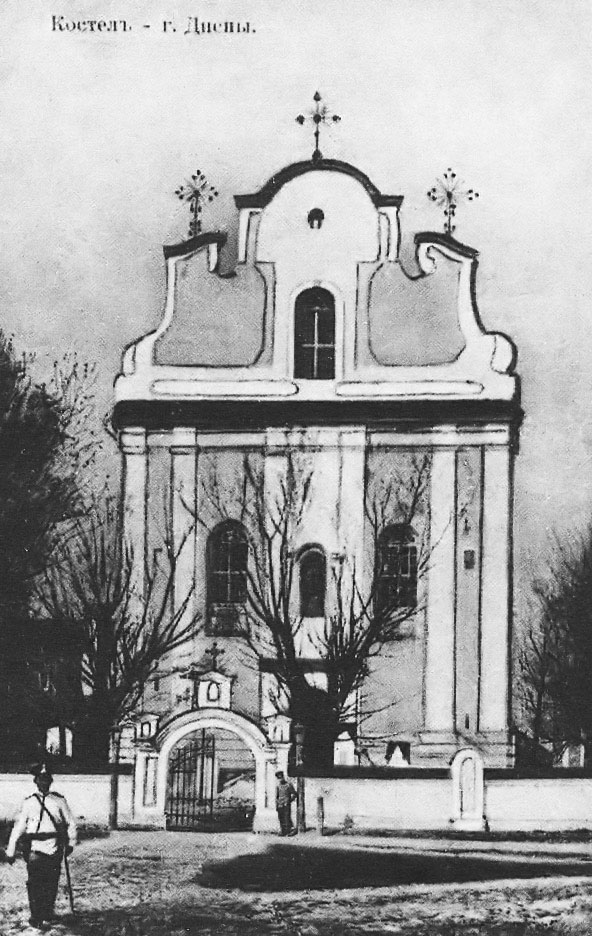
Fasada kościoła na pocz. XX w.

Po zakończeniu II wojny światowej katolicy mieszkający w mieście chcieli odbudować świątynię, ale nie pozwoliły na to władze komunistyczne. W 1958 r. żołnierze Armii Czerwonej wysadzili kościół w powietrze razem z grobami, które znajdowały się w podziemiach. Według miejscowych uczyniono tak, aby nie "drażnić" wodza rewolucji Włodzimierza Lenina, którego pomnik znajdował się niedaleko kościoła. Ocalały jedynie trzy ściany budynku, wschodnia, frontowa ściana została zburzona. W następnych latach w kościele znajdowało się miejskie wysypisko śmieci i strzelnica milicji.
W 2003 r. (wg innych źródeł w latach 80. XX w.) z funduszy polskiej parafii, do południowej ściany budynku, w miejscu dawnej zakrystii, dobudowano przybudówkę z przeznaczeniem na kaplicę. Odbywały się w niej nabożeństwa w niedziele i święta. W 2006 r. Austria zaoferowała pomoc finansową w odbudowie kościoła, którą rozpoczęto w maju 2007 r. W 2012 r. budynek został pokryty dachem. Kościół znajdował się wówczas na liście historyczno-kulturalnych zabytków Białorusi, co oznaczało, że 25 % kosztów odbudowy poniosłyby władze białoruskie. Aby to nie nastąpiło, obiekt skreślono z listy. Trzy krzyże na odbudowanej fasadzie poświęcił biskup Władysław Blin.

Galeria
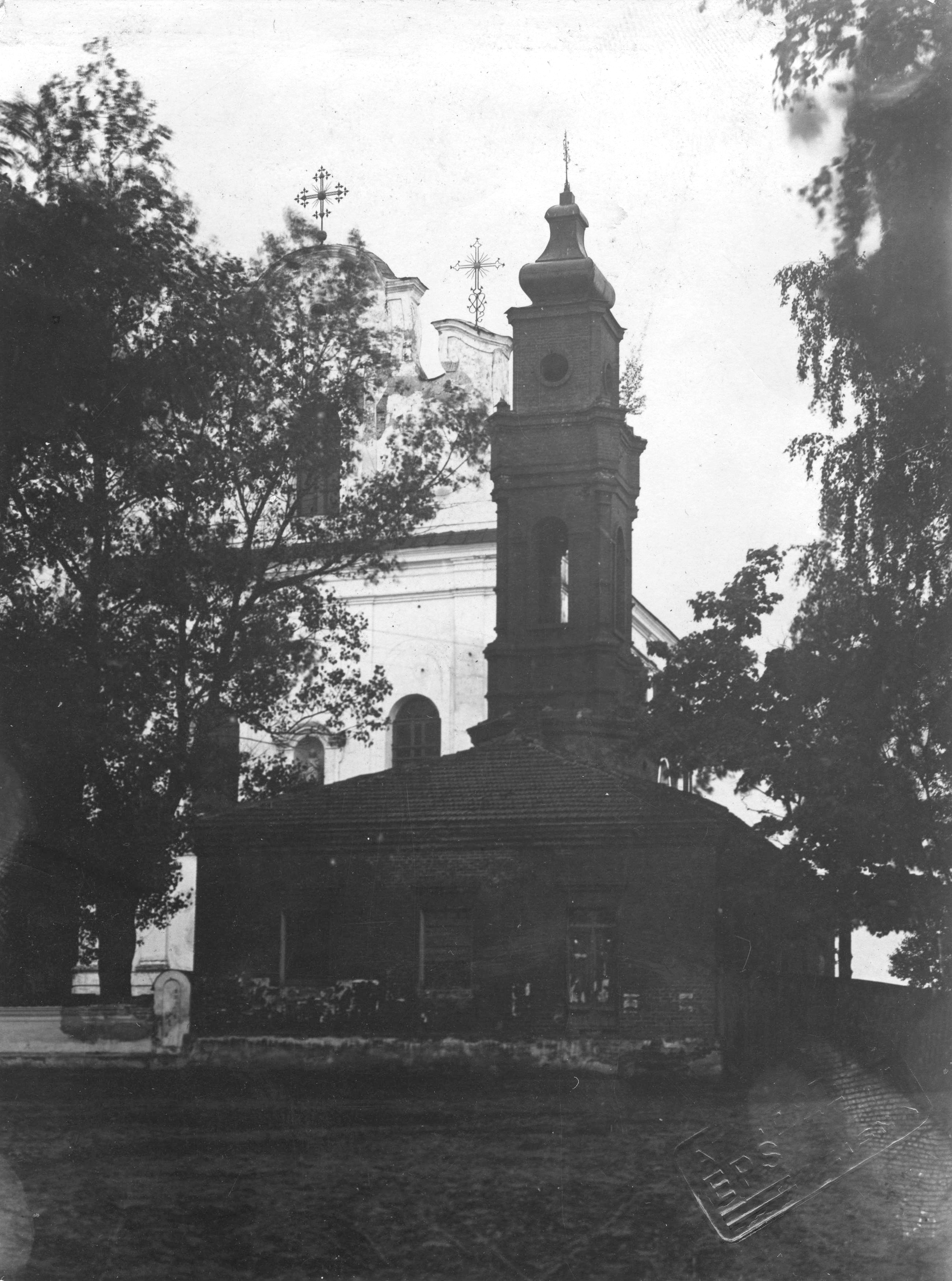
Dzwonnica przed 1939 r.
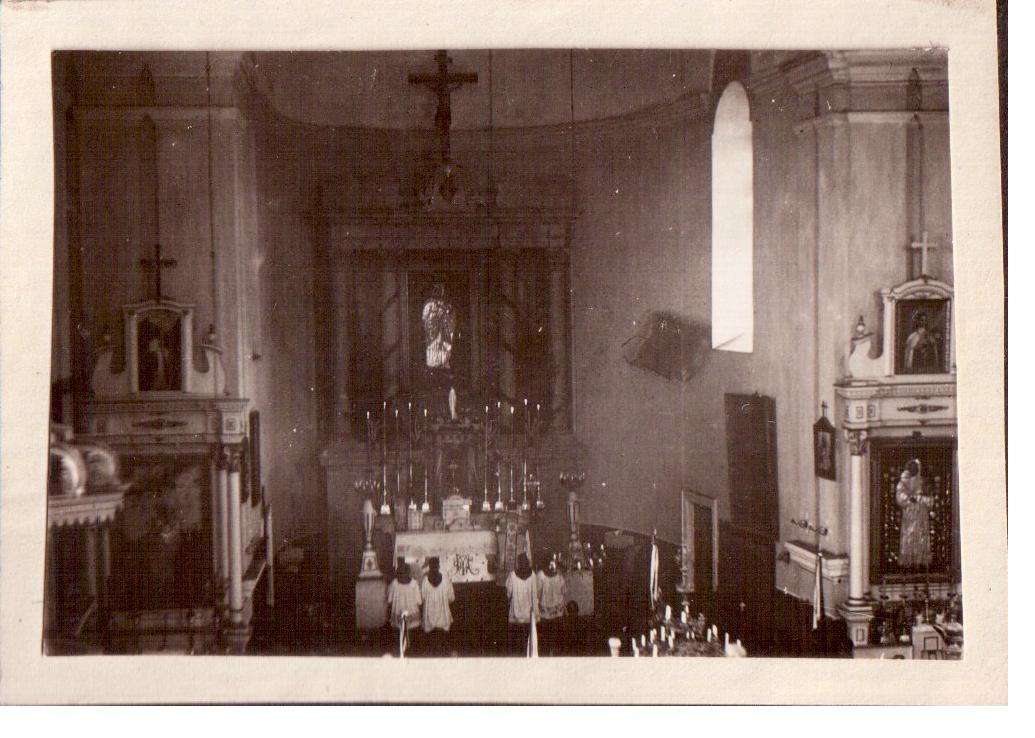
Wnętrze kościoła w 1936 r.
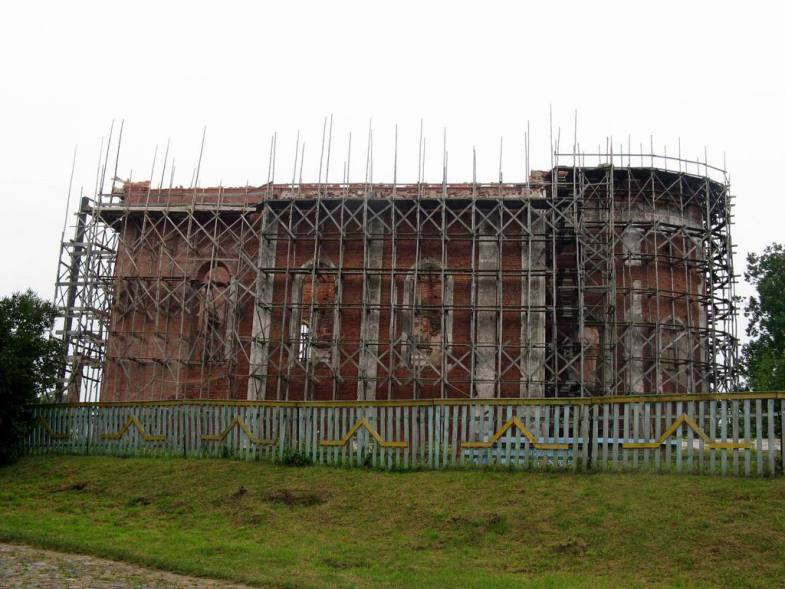
Kościół podczas odbudowy w 2009 roku